# Franz von Gemmingen
Franz Christoph Dietrich Joseph Anton Nikolaus von Gemmingen (* 1746; † 1797) war ein deutscher Adliger, Grundherr in Steinegg und Tiefenbronn sowie Ritterrat im Ritterkanton Neckar-Schwarzwald.

## Leben
Er war ein Sohn des Johann Dietrich von Gemmingen (1716–1778) und der Maria von Ow († 1775). Er war Grundherr in Steinegg und Tiefenbronn sowie Ritterrat im Ritterkanton Neckar-Schwarzwald. Er starb durch einen unglücklichen Sturz im Haus.
Sein Grabstein wurde 1818 von dem Bildhauer Johann Ullrich gefertigt und ist in Tiefenbronn erhalten.

## Familie
Er war verheiratet mit Marianne Roth von Schreckenstein († 1797). Da er außer einem jung verstorbenen Sohn keine männlichen Nachkommen hatte, starb mit ihm 1797 der Ast Steinegg innerhalb der Linie Steinegg der Freiherren von Gemmingen im Mannesstamm aus. Zwei seiner Töchter heirateten in den Ast Mühlhausen derselben Familienlinie.
Nachkommen:
- Antonie (* 1774) ⚭ Karl Dietrich von Gemmingen-Steinegg zu Mühlhausen (1767–1805)
- Wilhelmine (* 1776), starb jung
- Hans Dietrich (1777–1784)
- Genofeva (1778–1830) ⚭ Vinzenz von Bodmann
- Josepha (1780–1830) ⚭ Joseph von Schönau-Wehr
- Anna Maria (1781–1858) ⚭ Julius von Gemmingen-Steinegg (1774–1842)
- Karoline (* 1782) ⚭ Joseph Dietrich von Thurn